# Mycetophila juinensis
Mycetophila juinensis är en tvåvingeart som beskrevs av Lane 1952. Mycetophila juinensis ingår i släktet Mycetophila och familjen svampmyggor. Inga underarter finns listade i Catalogue of Life.